# Solenocera
Solenocera är ett släkte av kräftdjur. Solenocera ingår i familjen Solenoceridae.

## Bildgalleri

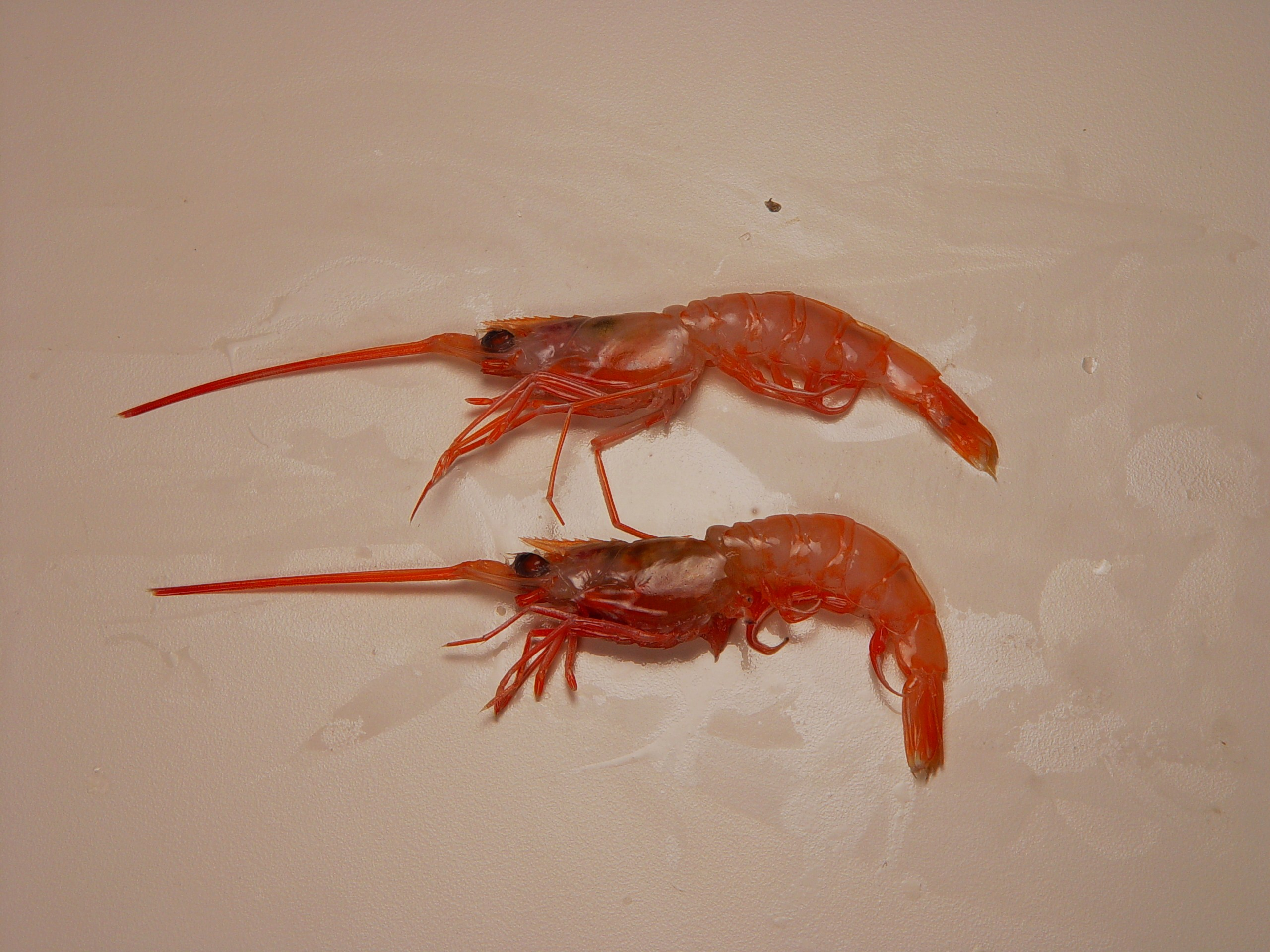

## Dottertaxa tillSolenocera, i alfabetisk ordning[1]
- Solenocera acuminata
- Solenocera africana
- Solenocera agassizii
- Solenocera alfonso
- Solenocera algoense
- Solenocera alticarinata
- Solenocera annectens
- Solenocera atlantidis
- Solenocera australiana
- Solenocera barunajaya
- Solenocera bedokensis
- Solenocera choprai
- Solenocera comata
- Solenocera crassicornis
- Solenocera faxoni
- Solenocera florea
- Solenocera geijskesi
- Solenocera gurjanovae
- Solenocera halli
- Solenocera hextii
- Solenocera koelbeli
- Solenocera mascarensis
- Solenocera melantho
- Solenocera membranacea
- Solenocera moosai
- Solenocera mutator
- Solenocera necopina
- Solenocera pectinata
- Solenocera pectinulata
- Solenocera phuongi
- Solenocera rathbunae
- Solenocera spinajugo
- Solenocera waltairensis
- Solenocera vioscai
- Solenocera zarenkovi